# Alocasia grata
Alocasia grata är en kallaväxtart som beskrevs av David Prain, Adolf Engler och Johann Wilhelm Krause. Alocasia grata ingår i släktet Alocasia och familjen kallaväxter. Inga underarter finns listade.